# Adam Stachoń
Adam Stachoń (ur. 2 stycznia 1918 w Rozdzielu zm. 16 lipca 1999 w Zgłobicach) – polski duchowny rzymskokatolicki, malarz, proboszcz parafii św. Rocha w Nowym Sączu i rektor kościoła sióstr klarysek w Starym Sączu.

## Życiorys

### Młodość
Pochodził z parafii Żegocina. Urodził się prawdopodobnie pod koniec grudnia 1917 roku, ale w dokumentach za datę jego urodzenia podaje się 2 stycznia 1918 roku. Wynikało to z tego, że rodzice chcieli, aby syn poszedł później do szkoły. Był siódmym dzieckiem Szczepana i Heleny z domu Pławecka. Był wątłym, ale zdolnym chłopcem. Ukończył tutejszą 3-klasową Szkołę Ludową i miał zostać na roli, by pomóc rodzicom, lecz ukryte w nim talenty spostrzegła jego nauczycielka – Zofia Smajder. Za pozwoleniem rodziców zabrała go do Kłaja i tam ukończył szkołę podstawową. Dalszą naukę kontynuował już w Gimnazjum im. Króla Kazimierza Wielkiego w Bochni. W latach gimnazjalnych dojrzewała w nim przyjaźń z nieco starszym kolegą Czesławem Blajdą. Pod okiem prof. Piotra Galasa współtworzyli monografię Rozdziela. Przy tej pracy młody Adam popisał się niemałym talentem plastycznym, ozdobił ją świetnymi rysunkami (w tuszu) sprzętów gospodarskich, wnętrz domostw i budownictwa wiejskiego.

### Kapłaństwo
W roku 1937 ukończył bocheńskie gimnazjum egzaminem dojrzałości i wstąpił do Wyższego Seminarium Duchownego w Tarnowie. W czasie studiów jeszcze bardziej ujawniło się jego wątłe zdrowie, ale opieka ks. rektora Romana Sitki oraz pilność i zdolności pozwalały nadrobić przymusowe przerwy.
Święcenia kapłańskie otrzymał z rąk ks. biskupa Edwarda Komara 9 sierpnia 1942 r. w Tarnowie. Prymicje odbyły się w warunkach okupacyjnych w Żegocinie, zakończone skromnym przyjęciem na plebanii u ks. Ignacego Chmury. Pierwszą placówką młodego kapłana był Szczucin (1942-1945), a przełożonym był proboszcz ks. Jan Ligęza przebywający w ukryciu przed Gestapo. W tej sytuacji ks. Adama często przesłuchiwali Niemcy. Miał też dużo kontaktów z rannymi i konającymi ofiarami wojny. Tych wiele stresów wywołało u księdza Stachonia nerwicę żołądka. Po wojnie dalszymi placówkami pracy ks. Stachonia były kolejno Krościenko nad Dunajcem (1945-1946) i Szczawnica (1946-1948). Od 1948 roku przebywał na urlopie dla poratowania zdrowia. W latach 1950–1954 wrócił do pracy jako pomoc duszpasterska w parafii Św. Małgorzaty w Nowym Sączu. 12 stycznia 1954 r. objął małą parafię św. Rocha w Dąbrówce (dziś jedna z dzielnic Nowego Sącza), najpierw jako rektor, a następnie proboszcz. Tutaj pasterzował prawie 20 lat. W roku 1955 mianowany został kanonikiem. W latach 1972–1988 został rektorem kościoła Klarysek w Starym Sączu, gdzie organizował lipcowe odpusty bł. Kingi. W 1981 r. dużo pracy włożył w organizację jubileuszu 700-lecia Klasztoru w Starym Sączu.
Oprócz powołania do kapłaństwa ks. Stachoń rozwijał w sobie również talent malarski. Był samoukiem. Uprawiał malarstwo olejne na płótnie i desce o tematyce sakralnej i biblijnej. Był bardzo dobrym kopistą. Maria Bogdańska w swojej pracy magisterskiej opisuje ciekawe zdarzenie jak to ks. infułat Władysław Lesiak z fary sądeckiej zamówił u ks. Stachonia kopię obrazu Chrystusa Przemienionego. Po namalowaniu zamawiający nie mógł odróżnić kopii od oryginału. Z początkowego okresu malarskiej twórczości można podziwiać nie tylko obrazy, ale również ich ramy wykonane przez autora obrazów. Były to kompozycje różnych materiałów, nawet nasion. Wszystkich obrazów ks. Stachoń namalował ponad trzysta. Większość znajduje się w różnych kościołach diecezji tarnowskiej. Obraz przedstawiający Matkę Bożą Niepokalaną trafił w roku 1982 do Watykanu jako dar dla Jana Pawła II od sióstr Klarysek Starosądeckich. W okresie pobytu w Dąbrówce ks. Adam nie tylko troszczył się o duchowe sprawy parafii, ale również o piękno otoczenia. Uprawiał kwiaty głównie róże. Posiadał sztukę ich rozmnażania, produkował rzadkie ich odmiany jak granatowe czy herbaciane. Wzbudzał podziw u zawodowych ogrodników, którzy korzystali z jego doświadczeń. W pracy z młodzieżą szukał różnych form. Kiedy zafascynował ich turystyką górską, a później wodną, stanął problem braku kajaków. Rozwiązał go metodą gospodarczą i sam z pomocą młodzieży budował kajaki. Ksiądz Stachoń znany był jeszcze z jednej pasji - był hodowcą kanarków zarejestrowanych w Centralnym Związku Hodowców Kanarków w Katowicach. Dochód z hodowli stanowił też wsparcie dla klasztoru Klarysek.

### Choroba i śmierć
Pod koniec okresu pracy w Starym Sączu coraz bardziej zapadał na zdrowiu. Przeszedł resekcję żołądka. Wreszcie dopadł go reumatyzm w najostrzejszej formie. Tak schorowanego człowieka umieszczono w Domu Księży Emerytów w Tarnowie-Zgłobicach, gdzie przeżył jeszcze jedenaście lat. Zmarł w 1999 roku i został pochowany w Dąbrówce, na parafialnym cmentarzu w cieniu starego drewnianego kościoła Św. Rocha.